# Tetiïv
Tetiïv (in ucraino Тетіїв?) è una città dell'Ucraina (12 640 abitanti) situata nel distretto di Bila Cerkva, nell'Oblast' di Kiev. Ospita l'amministrazione della comunità territoriale di Tetiïv, una delle comunità territoriali dell'Ucraina.
Fino al 18 luglio 2020 Tetiïv è stata il centro amministrativo del distretto di Tetiïv, abolito come parte della riforma amministrativa dell'Ucraina, che ha ridotto a sette il numero dei distretti dell'oblast' di Kiev. L'area del distretto di Tetiïv è stata trasferita al distretto di Bila Cerkva.

## Geografia
Tetiïv è situata nell'angolo sud-occidentale dell'oblast' di Kiev, a 155 km a sud-ovest da Kiev.

## Storia
Fu menzionata per la prima volta nel 1185. Nel 1240 Tetiïv fu completamente distrutta dai tatari. Nel 1606 gli furono concessi il diritto di Magdeburgo. Parte della popolazione locale prese parte attiva alla rivolta cosacca di Bohdan Chmel'nyc'kyj, in particolare nei ranghi del reggimento di Bila Cerkva che liberò Tetiïv nel 1648. In quest'occasione la comunità ebraica venne massacrata. Nel 1768 gli abitanti presero parte alla rivolta degli haidamaka contro la nobiltà polacca. Anche in quest'occasione centinaia di ebrei locali furono assassinati. Ma dopo la sua repressione da parte delle truppe russe, per ordine di Caterina II di Russia, i polacchi giustiziarono molti abitanti di Tetiiv. Nel 1793, in seguito alla seconda spartizione della Polonia, Tetiïv fu annessa all'Impero russo insieme all'Ucraina della riva destra ucraina. 
Secondo il censimento del 1897 a Tetiïv abitavano 3,326 ebrei, pari al 95% della popolazione totale.
Durante la primavera e l'estate del 1919 e nel 1920, nel pieno della guerra civile russa, la locale popolazione ebraica fu vittima di alcuni pogrom perpetrati dall'Armata Bianca. Particolarmente sanguinoso e brutale fu il pogrom del marzo 1920, ordito con lo specifico intento di uccidere il maggior numero di ebrei. Come i soldati bianchi iniziarono a braccare e uccidere le loro vittime casa per casa, in migliaia cercarono rifugio nella sinagoga. L'edificio venne quindi circondato e bruciato. Chiunque cercava di fuggire dalla sinagoga in fiamme fu finito dai soldati appostati all'esterno. Molti altri, sorpresi per strada o nelle loro case, furono inseguiti e massacrati a colpi di sciabola, forcone e pala. Non furono risparmiati neanche donne, vittime di centinaia di stupri, e bambini. Il massacro durò in tutto dieci giorni e lasciò un saldo di oltre 4,000 morti e l'intero quartiere ebraico di Tetiïv raso al suolo. Nel febbraio 1920, i comunisti locali furono massacrati prima del ritorno, nel maggio, dell'Armata Rossa. All'inizio del 1921, con la maggior parte delle attività commerciali distrutte, i negozi saccheggiati e il tifo e il colera dilaganti, Tetiïv aveva una popolazione di soli 5.975 abitanti, quasi la metà della popolazione del 1916. Nel 1926 si registravano nel distretto di solo 242 ebrei, mentre vent'anni prima erano oltre 23,000.
Durante la seconda guerra mondiale, Tetiïv fu occupata dalla Germania nazista dal 17 luglio 1941 al 3 gennaio 1944. Tetiïv ha ricevuto lo status di comune urbano nel 1965 e poi quello di città nel 1968.